# 坊の塚古墳
坊の塚古墳（ぼうのつかこふん/ぼうのづかこふん）は、岐阜県各務原市鵜沼羽場町にある古墳。形状は前方後円墳。国の史跡に指定されている。
岐阜県では第2位の規模の古墳で、4世紀末（古墳時代中期初頭）頃の築造と推定される。

## 概要

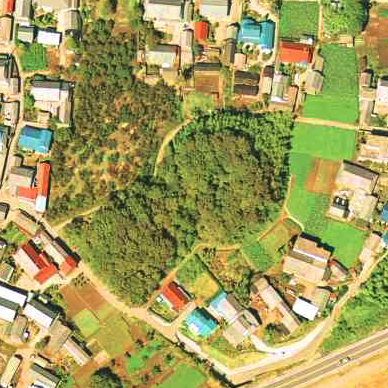
坊の塚古墳の空中写真。

岐阜県南部、各務原台地の東縁部に築造された大型前方後円墳である。鵜沼羽場町では本古墳含む古墳9基の築造が知られる。これまでには1886・1902年（明治19・35年）頃に盗掘に遭っているほか、1992年（平成4年）に周濠範囲確認調査が、2015年度（平成27年度）からは墳丘発掘調査が実施されている。
墳形は前方後円形で、前方部を南西方向に向ける。墳丘は3段築成。墳丘長は120メートルを測り、各務原市では最大、岐阜県では昼飯大塚古墳（大垣市昼飯町、150メートル）に次ぐ第2位の規模になる。墳丘外表では葺石・埴輪が検出されているほか、墳丘周囲には周溝が認められる。埋葬施設は後円部中央における竪穴式石槨（竪穴式石室）で、前述のように盗掘に遭っているが、石槨内からは石製品などの副葬品の出土が知られる。築造時期は古墳時代中期初頭の4世紀末頃と推定される。
古墳域は2024年（令和6年）に国の史跡に指定されている。

## 遺跡歴
- 15-16世紀以前、盗掘被害[5]。
- 1886・1902年（明治19・35年）頃、盗掘被害[3]。
- 1957年（昭和32年）3月25日、岐阜県指定史跡に指定[1]。
- 1972年（昭和47年）、遺物の再発見[6]。
- 1992年（平成4年）、周濠範囲確認調査（各務原市教育委員会）[3]。
- 2015年度（平成27年度）以降、墳丘発掘調査（各務原市教育委員会）[4]。
- 2024年（令和6年）10月11日、国の史跡に指定。

## 墳丘

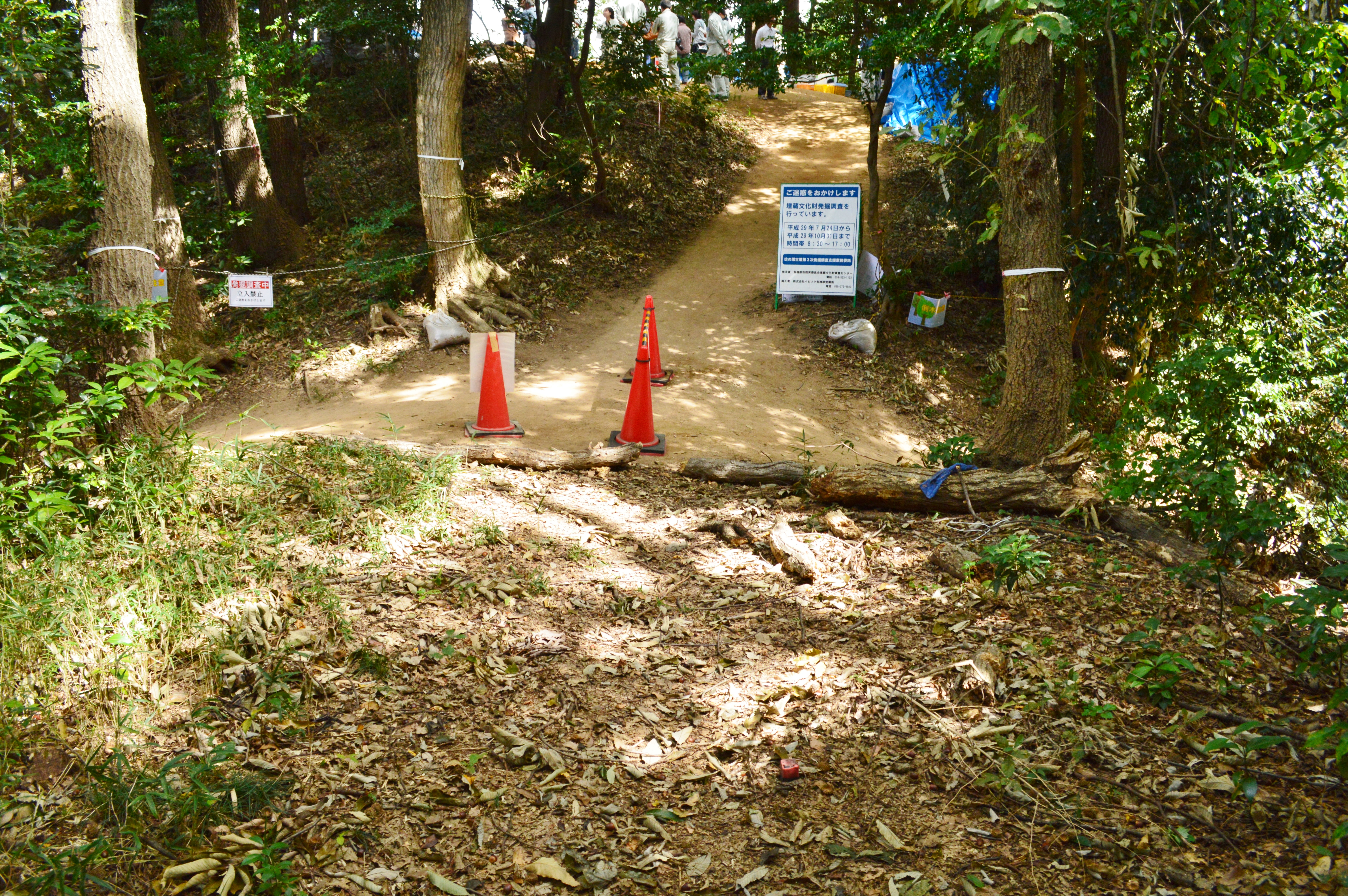
前方部から後円部を望む
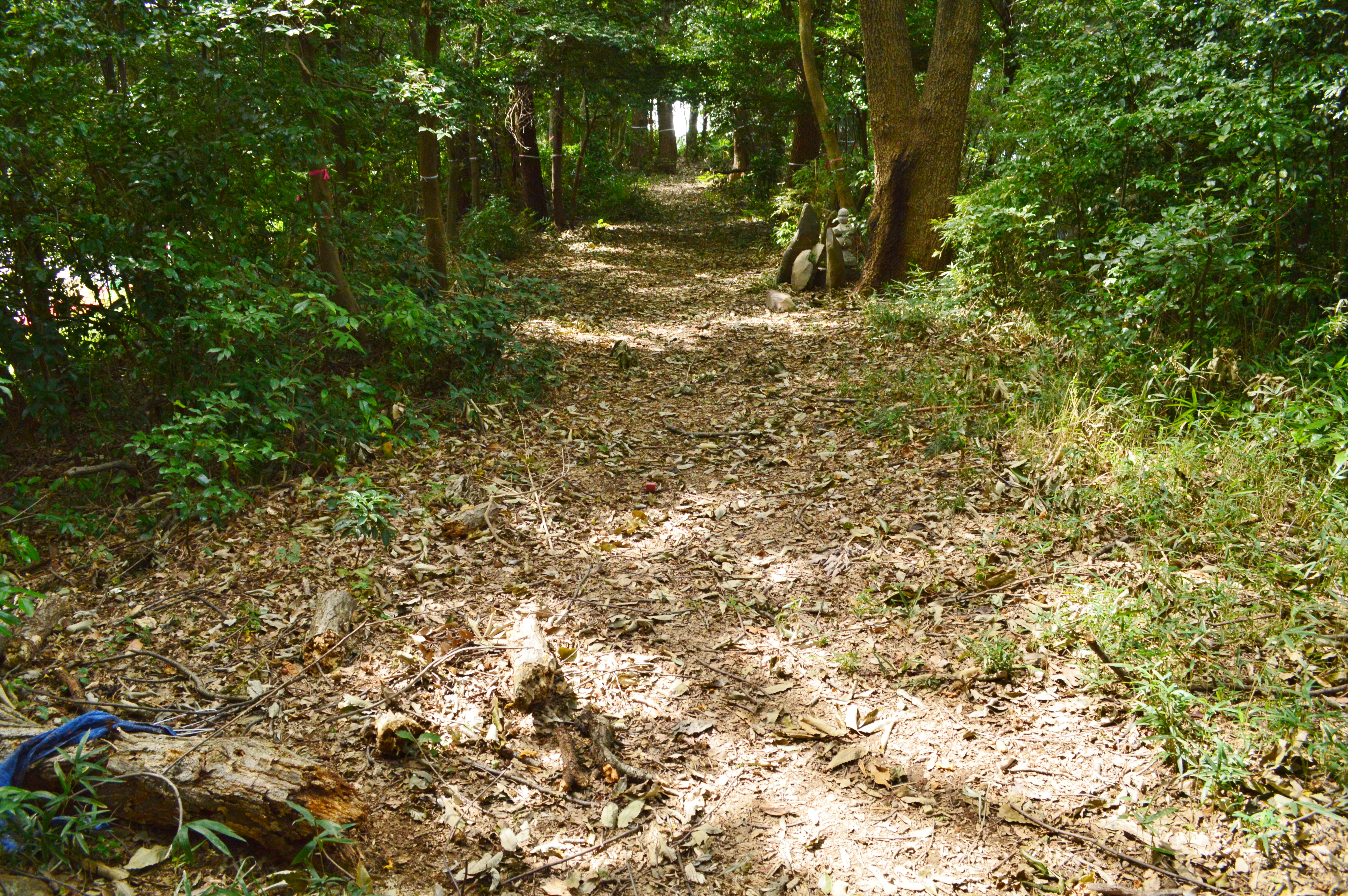
後円部から前方部を望む

墳丘の規模は次の通り。
- 墳丘長：120メートル
- 後円部 - 3段築成。
  - 直径：72メートル
  - 高さ：11.5メートル
- 前方部 - 3段築成[7]。
  - 最大幅：66メートル
  - 高さ：8.5メートル

後円部の発掘調査では、3段の段築の1段目・2段目では埴輪は認められず、最上段（3段目）でのみ円筒埴輪列が認められている。
- 前方部から後円部を望む
- 後円部から前方部を望む

## 埋葬施設

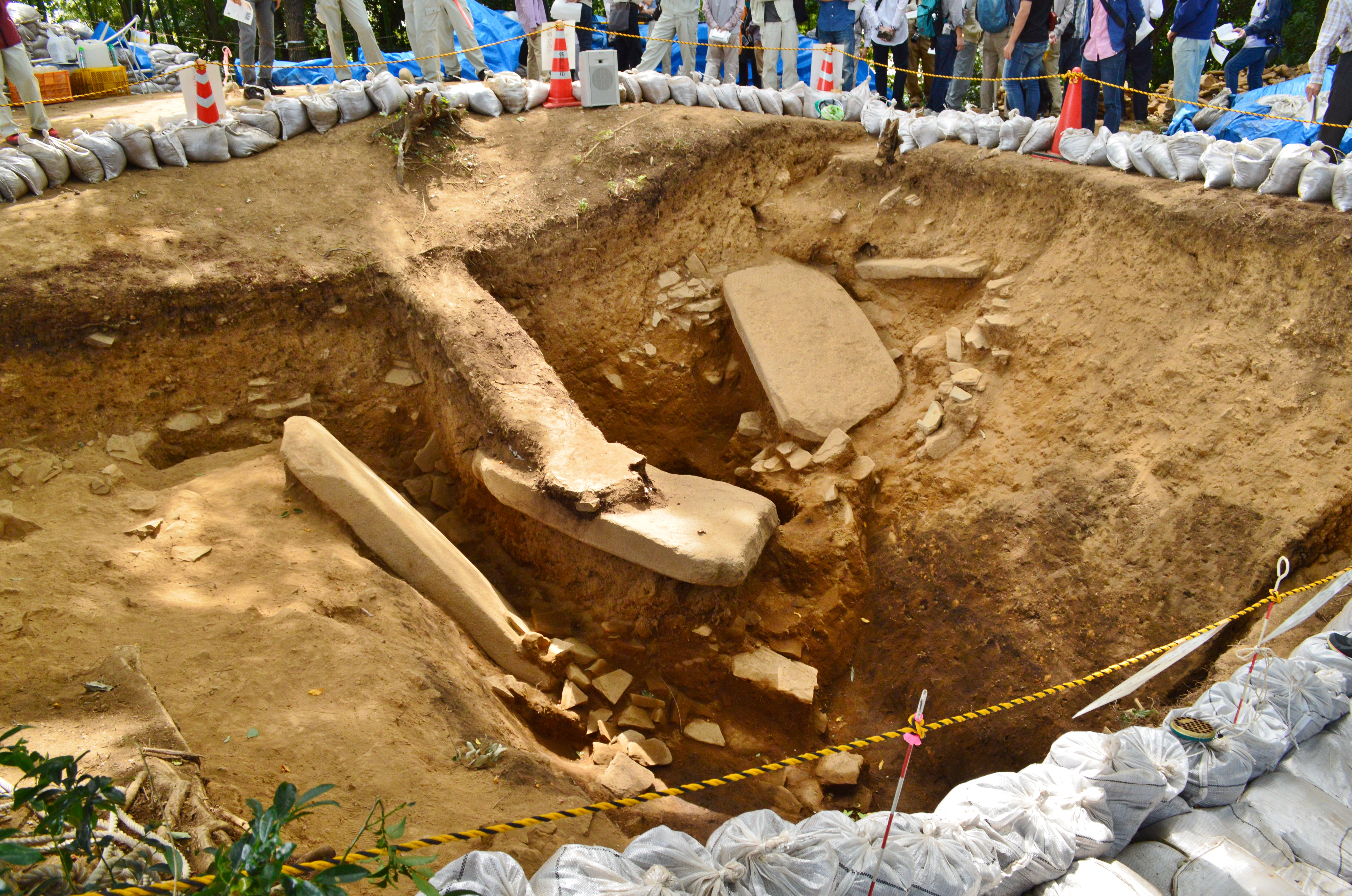
竪穴式石槨2017年発掘調査時。天井石4枚と板石が散見される。

埋葬施設は竪穴式石槨（竪穴式石室）で、後円部中央に構築されている。この石槨は明治以前（15-16世紀の山茶碗・土師皿が出土）および1886・1902年（明治19・35年）頃に盗掘に遭い、後円部中央には大きな盗掘坑が存在していたが、2017年（平成29年）にこの盗掘坑の範囲に限定して発掘調査が実施されている。
発掘調査によれば、石槨は後円部中心からやや北西に位置し、墳丘主軸と平行の北東-南西方向を主軸とする。板石を積み上げた上に天井石が架けられており、天井石は計5枚が確認されている。石槨の全容は明らかでないが、規模は少なくとも長さ6メートル・幅1.5メートルを測り、同時期では大型の石槨になる。現在、この石槨から出土したという遺物が伝世されるほか、発掘調査でも遺物数点の出土が認められている（後述）。

## 出土品
石槨からの出土伝世品は次の通り。
- 琴柱形石製品 1点
- 斧形石製品 1点
- 刀子形石製品 1点
- 勾玉 4点
- 管玉 8点
- 臼玉 13点

馬形埴輪の出土もあったというが、詳細は明らかでない。
また、2017年（平成29年）の石槨発掘調査による出土品は次の通り。
- 墳丘祭祀遺物
  - 小型丸底壺
  - 高坏
  - 食物形土製品 - 魚形石製品・円盤状石製品の2種。
- 石槨内埋納遺物
  - 斧形石製品
  - 刀子形石製品
  - 滑石製勾玉
  - 滑石製管玉

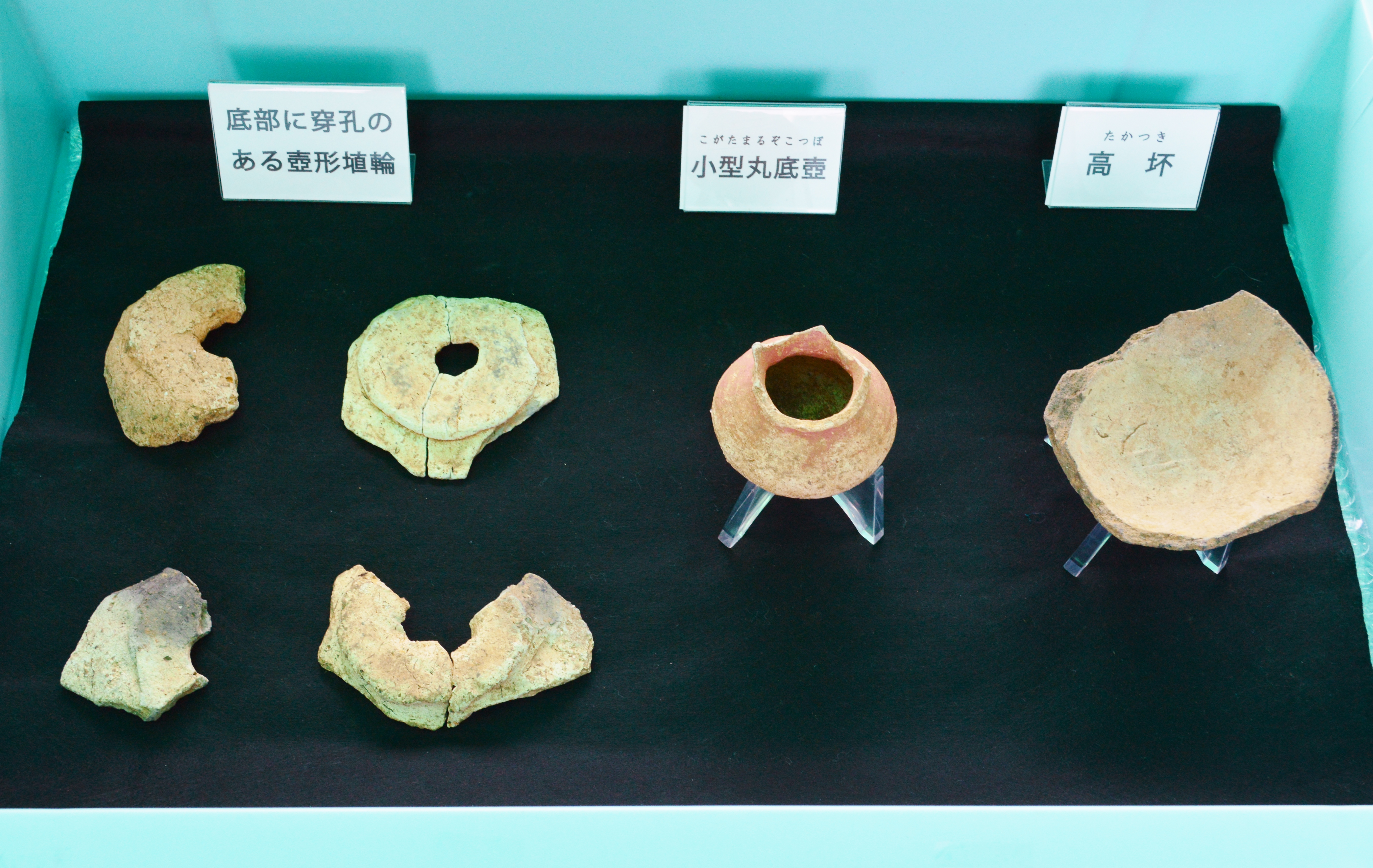
壺形埴輪・小型丸底壺・高坏
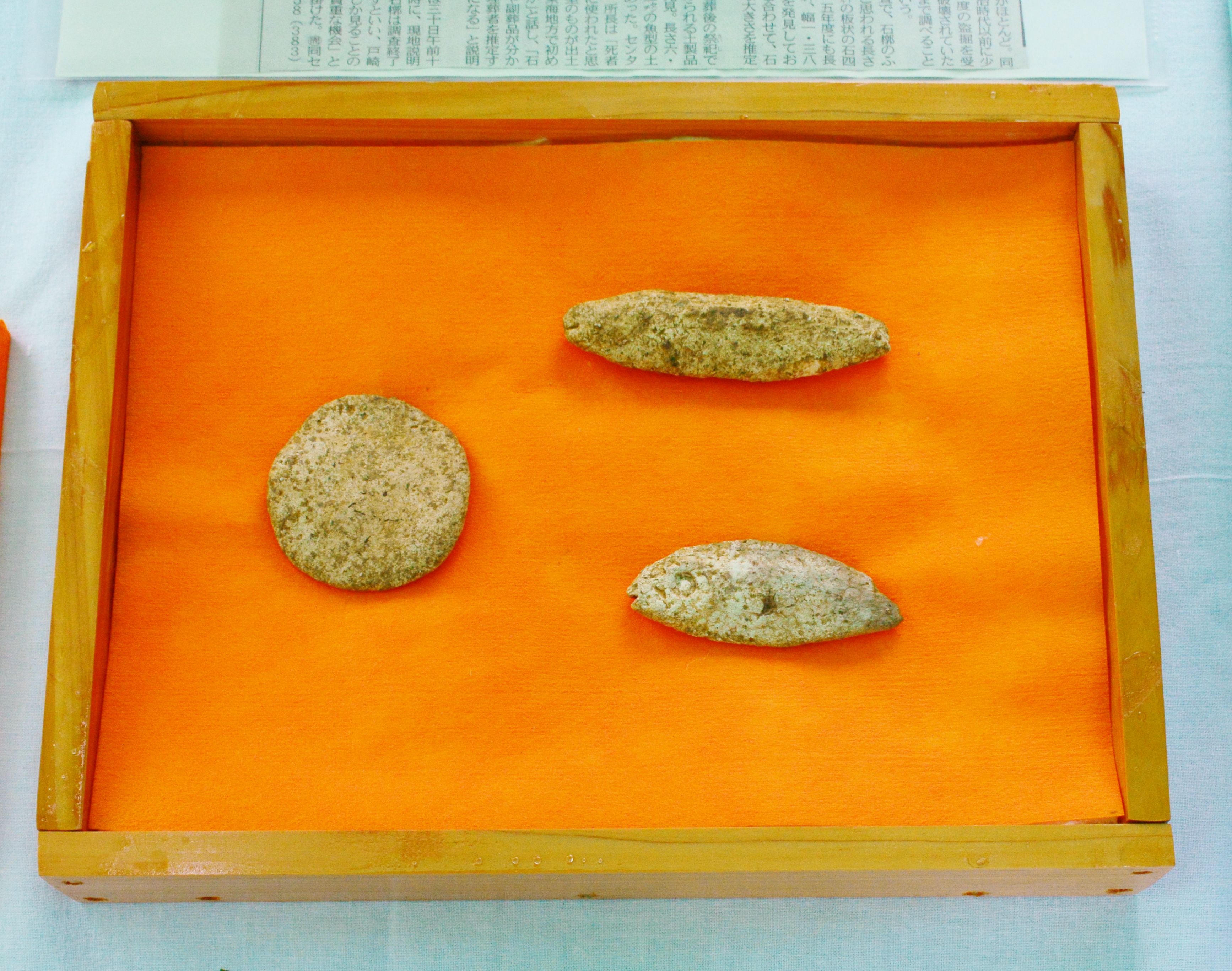
食物形土製品
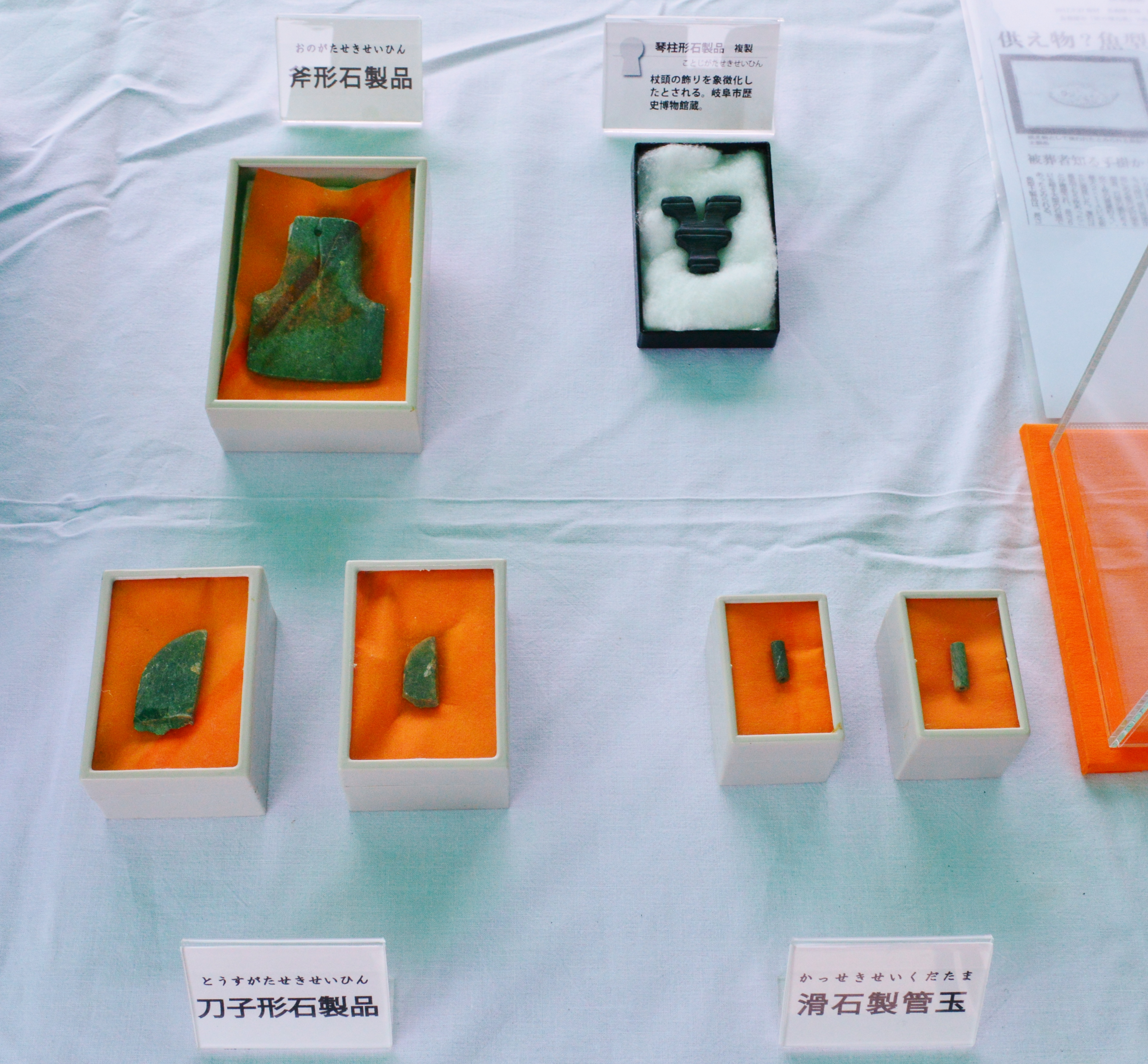
斧形石製品・刀子形石製品・滑石製管玉
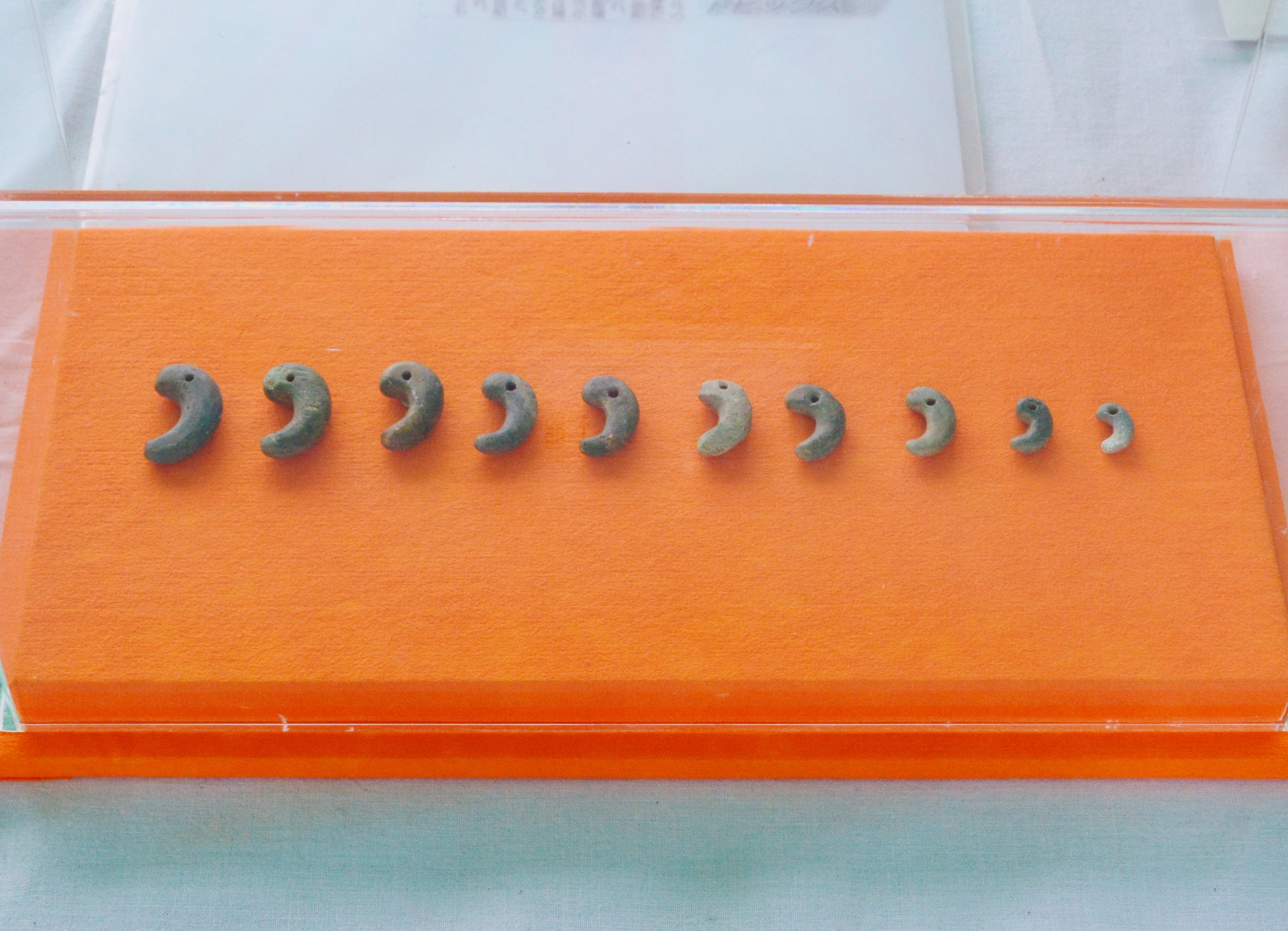
滑石製勾玉
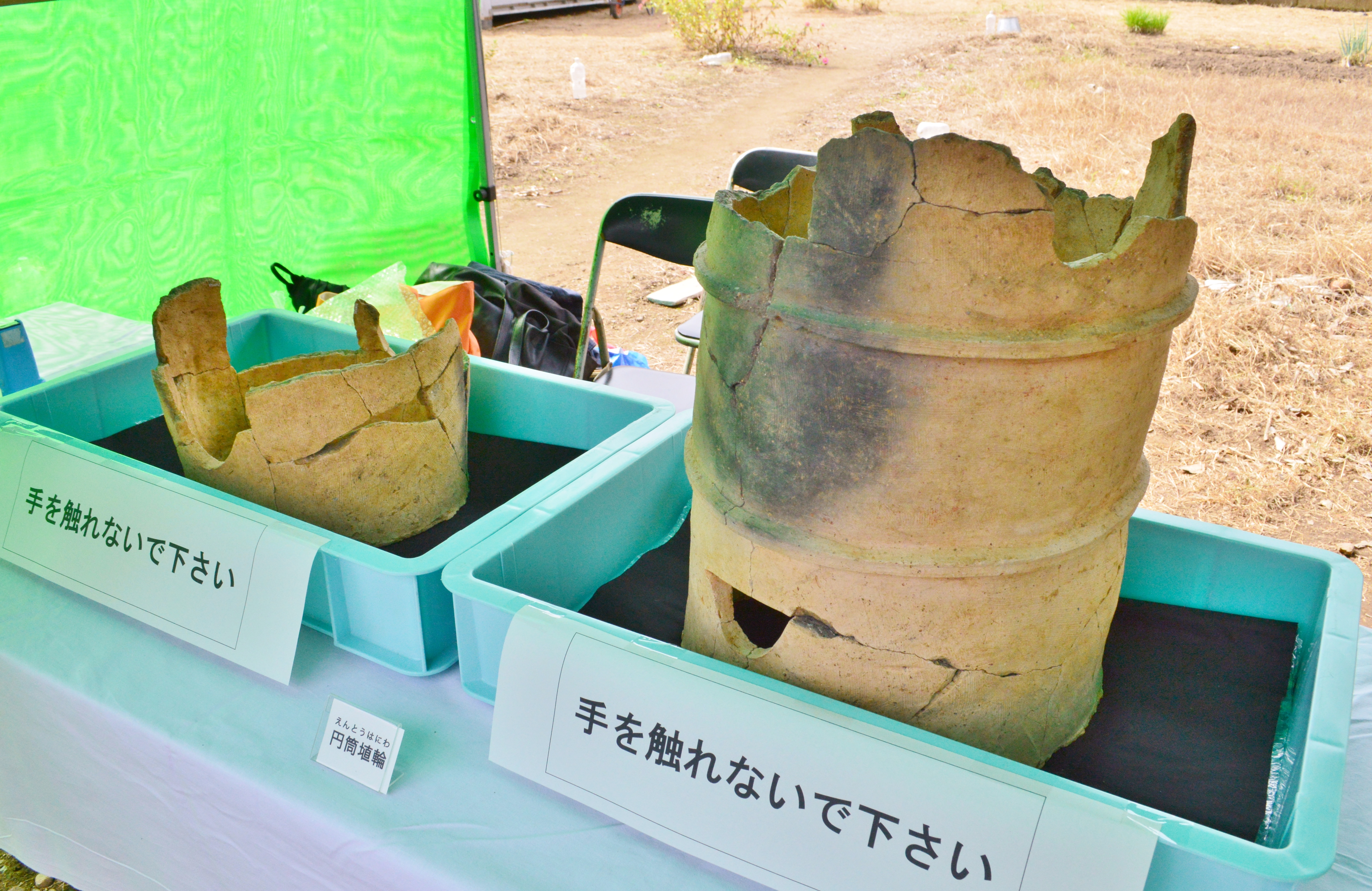
円筒埴輪

## 文化財

### 国の史跡
- 坊の塚古墳 - 2024年（令和6年年）10月11日指定[9][10]。

## 現地情報
所在地
- 岐阜県各務原市鵜沼羽場町5-26

交通アクセス
- 鉄道：名古屋鉄道（名鉄）各務原線 羽場駅（徒歩約6分）

関連施設
- 岐阜市歴史博物館（岐阜市大宮町） - 坊の塚古墳の出土品を保管[6]。

周辺
- 衣装塚古墳 - 岐阜県指定史跡。岐阜県最大の円墳。
- 一輪山古墳

## 関連文献
（記事執筆に使用していない関連文献）
- 『坊の塚古墳周濠範囲確認調査報告書』各務原市埋蔵文化財調査センター〈各務原市文化財調査報告書第21号〉、1997年。